# Milan (Illinois)
Pour les articles homonymes, voir Milan (homonymie).
Milan est une ville située dans le nord des États-Unis d'Amérique, dans l'État de l'Illinois et le comté de Rock Island. Elle occupe un site sur les bords de la Rock River, un affluent du Mississippi, à environ 7 kilomètres de son confluent.

D'après les estimations issues du recensement de 2000, la population de la ville est de 5287 habitants.
La ville de Milan se situe à proximité des Quad Cities, une conurbation de presque 400 000 habitants regroupant quatre importantes cités réparties de part et d'autre du fleuve Mississippi, tant dans l'Illinois que dans l'Iowa.

## Économie
Avant qu'elle ne cesse ses activités en 2003, la chaîne de supermarchés américains Eagle Food Centers était basée à Milan.
La fabrique d'armes légères Lewis Machine and Tool Company y est installée depuis 1980.

## Histoire
Le territoire de l'actuelle ville de Milan fut occupé de longue date par la tribu amérindienne des Sac-Fox, dont l'histoire a avant tout retenu le nom du chef Blackhawk, né dans les environs de la ville.

## Infrastructures
[Quand ?]
La ville ne compte pas moins de dix églises chrétiennes, qu'elles soient luthériennes, baptistes, catholiques ou presbytériennes.
Elle compte également onze écoles publiques (Public Elementary School) auxquelles s'ajoutent une école privée catholique, ainsi que deux collèges publics (Junior High School) et deux lycées publics (High School).